# Tomáš Kobes
Tomáš Kobes (Český Krumlov, 14 de mayo de 1978) es un deportista checo que compitió en piragüismo en la modalidad de eslalon.
Ganó una medalla de bronce en el Campeonato Mundial de Piragüismo en Eslalon de 1999 y dos medallas en el Campeonato Europeo de Piragüismo en Eslalon, plata en 2002 y bronce en 2004.
Participó en los Juegos Olímpicos de Sídney 2000, ocupando el séptimo lugar en la prueba de K1.

## Palmarés internacional
| Campeonato Mundial | Campeonato Mundial      | Campeonato Mundial | Campeonato Mundial |
| Año                | Lugar                   | Medalla            | Competición        |
| ------------------ | ----------------------- | ------------------ | ------------------ |
| 1999               | Seo de Urgel (España)   | Medalla de bronce  | K1 por equipos     |
| Campeonato Europeo |                         |                    |                    |
| Año                | Lugar                   | Medalla            | Competición        |
| 2002               | Bratislava (Eslovaquia) | Medalla de plata   | K1 por equipos     |
| 2004               | Skopie (Macedonia)      | Medalla de bronce  | K1 por equipos     |